# Pure Christmas
Pure Christmas is het zestiende studioalbum en het eerste kerstalbum van René Froger. Het album bevat bekende kerstliedjes. Er staan op het album twee duetten met Kerry Norton & Olga Meulendijk.
Pure Christmas is enkel verkrijgbaar bij supermarkt Super De Boer.
Het album heeft de gouden status.

## Tracklist
1. Ouverture/Please come home for christmas
2. No other time
3. Driving home for Christmas
4. Greensleeves(Duet Kerry Norton)
5. Have yourself a merry christmas
6. Winter wonderland
7. The christmas shoes(Duet Olga Meulendijk)
8. Silver bells
9. May each day
10. Christmas is for childeren
11. Mary's boy child/Hark! The herald angels sing
12. My grown-up christmas list
13. Mary, did you know?
14. It's christmas time/White christmas